# De generatieshow
De generatieshow was een Vlaamse spelshow, geproduceerd door één en productiebedrijf De TV-Makers. De presentatie was in handen van Bart Peeters. De show ging van start op 15 januari 2010 en handelde over de cultuur van de jaren 60 tot en met de jaren 2000. Er werd slechts één seizoen gemaakt, bestaande uit tien afleveringen.

## Berichtgeving
Na succesformules als Steracteur Sterartiest en De Notenclub wilde de VRT een nieuw familieprogramma voor de vrijdagavond. In november 2009 werd reeds aangekondigd dat Bart Peeters het nieuwe entertainmentprogramma De generatieshow zou gaan presenteren. Tevens werd op dat moment de startdatum van het programma aangekondigd, namelijk 15 januari 2010. Hoewel het programma een eigen format is van de VRT, vertoont het enige overeenkomsten met Anima Mia (1977, Rai Due), Ik hou van Holland (2008, RTL Nederland) en De Leukste Jaren (2010, KRO). Het laatste programma ging een dag later van start.
Eind december werd bekendgemaakt dat Leah Thys, Goedele Liekens, Geena Lisa, Stan Van Samang en Niels Destadsbader als teamcaptain zouden gaan fungeren. Enkele dagen na de bekendmaking zag Liekens echter af van haar deelname aan het programma. Haar plaats werd ingenomen door Martine Prenen.

## Het programma

### Concept
De generatieshow draait om vijf generaties van Bekende Vlamingen. Zij nemen het tegen elkaar op door vragen te beantwoorden over de cultuur van de afgelopen vijftig jaar. De generaties worden vertegenwoordigd door vijf teams bestaande uit een vaste teamcaptain en een wekelijks wisselende gast. De vijf captains zijn Leah Thys (jaren 60), Martine Prenen (jaren 70), Geena Lisa (jaren 80), Stan Van Samang (jaren 90) en Niels Destadsbader (jaren 2000). Zowel de teamcaptain als de gast waren jong in de jaren 60, 70, 80, 90 of 2000 - hierbij wordt uitgegaan van de jaren dat zij tiener of vroege twintiger waren.
De show wordt niet rechtstreeks uitgezonden. Er is in het programma sprake van een timetunnel - een aspect dat doet denken aan de Mini-Playbackshow en Sterren-Playbackshow - dat omkleedmomenten inluidt. Hierbij worden de opnames tijdelijk stilgelegd zodat er tijd is voor de deelnemers om zich om te kleden. Daarna worden de opnames hervat; later worden de twee stukken aan elkaar gemonteerd. De show wordt wel met publiek opgenomen.

### Verloop
De show telt vijf vragenrondes: één over elk decennium, waar alle teams twee meerkeuzevragen over dienen te beantwoorden. Ten slotte krijgt de betreffende generatie een doe-vraag. Hiervoor wordt willekeurig een keuze gemaakt uit de volgende opdrachten:
- Wie ben ik?: Een van de twee deelnemers moet de timetunnel in lopen en komt er na enige tijd weer uit, nu geblinddoekt en verkleed als een icoon uit de betreffende periode. Door vragen te stellen die enkel met ja of nee beantwoord kunnen worden, moet die persoon erachter komen wie hij of zij moet voorstellen.
- Er zijn twee varianten op het bovenstaande, namelijk één waarbij de geblinddoekte persoon voor een groot scherm gezet wordt waarop een gebeurtenis wordt afgespeeld (Waar ben ik?) en één waarbij geraden moet worden welke bekende persoon naast de kandidaat staat (Naast wie sta ik?). De timetunnel wordt hier niet gebruikt.
- Een vierde opdracht (Wat dans ik?) betreft een muziekopdracht: de kandidaat krijgt een koptelefoon en hoort als enige drie nummers. Door een bijbehorend dansje te doen moet de andere kandidaat raden om welke nummers het gaat.

Voor elke vraag of opdracht waar een correct antwoordt op gegeven wordt, krijgt het team vijf punten.
In de finaleronde, ook wel de Frikandellenkoek-ronde genoemd, krijgen de kandidaten vijf fragmenten te zien van videoclips uit de verschillende generaties. De songtekst wordt gedurende het fragment ondertiteld, behalve één stuk: dat wordt vervangen door het woord frikandellenkoek. De teams moeten zo snel mogelijk afdrukken en zeggen of zingen wat de originele tekst is. Afhankelijk van het geven van een goed of fout antwoord, worden er vijf punten bijgeteld of afgetrokken. Het team dat na deze ronde de meeste punten heeft, is de winnaar van de aflevering.
Tussen de vijf vragenrondes door zijn er diverse muzikale momenten. Een vast onderdeel is De Verkeerde Versie, waarbij presentator Bart Peeters samen met enkele kandidaten en teamcaptains op muziek de tekst van een ander lied brengen, meestal vertaald van het Nederlands naar het Engels. Doorgaans wordt één leadzanger aangeduid die deze tekst inzingt voorafgaand aan de opnames. Aan het einde van de show is er altijd een gastoptreden voorzien van een bekende artiest of groep, waaronder Raymond van het Groenewoud, Nicole & Hugo, Katrina & the Waves of The Championettes (Danni Heylen, Ann Tuts, An Swartenbroekx en Loes Van den Heuvel).

### Afleveringen
Onderstaande tabel is een overzicht van de kandidaten die in de afleveringen meespeelden onder leiding van een van de vijf teamcaptains. Per aflevering wordt het winnende team in het groen aangeduid.
| Overzicht afleveringen De generatieshow |                    |                         |                     |                          |                               |             |
| Nr.                                     | Jaren 60 Leah Thys | Jaren 70 Martine Prenen | Jaren 80 Geena Lisa | Jaren 90 Stan Van Samang | Jaren 2000 Niels Destadsbader | Kijkcijfers |
| 1                                       | Kurt Van Eeghem    | Luc De Vos              | Tom Waes            | Sandrine                 | Eline De Munck                | 971.600     |
| 2                                       | Zaki               | Luk Alloo               | Peter Van de Veire  | Dave Peters              | Anthony Arandia               | 1.012.922   |
| 3                                       | Luc Appermont      | Marcel Vanthilt         | Sabine De Vos       | Evi Hanssen              | Dean Delannoit                | 988.000     |
| 4                                       | Nicole & Hugo      | Peter Van den Begin     | Axl Peleman         | Saartje Vandendriessche  | Jelle van Dael                | 920.769     |
| 5                                       | Jacques Vermeire   | Stany Crets             | Bieke Ilegems       | Elke Vanelderen          | Cilou Annys                   | 1.047.875   |
| 6                                       | Jaak Pijpen        | Kamagurka               | Sabine Hagedoren    | Regi Penxten             | Véronique Leysen              | 1.022.506   |
| 7                                       | Carry Goossens     | Chris Van den Durpel    | Sergio              | Siska Schoeters          | Moora Vander Veken            | 1.025.366   |
| 8                                       | Koen Crucke        | Wendy Van Wanten        | Koen Wauters        | Sofie Van Moll           | Annelien Coorevits            | 1.107.902   |
| 9                                       | Guy De Pré         | Leo Van Der Elst        | Phaedra Hoste       | Ilse Van Hoecke          | Sam De Bruyn                  | 882.655     |
| 10                                      | Zaki               | Luk Alloo               | Sergio              | Dave Peters              | Anthony Arandia               | 999.977     |

## Ontvangst

### Publiek versus critici
Hoewel de kijkcijfers gedurende het eerste seizoen steeds rond het miljoen bengelden en de show dus duidelijk geapprecieerd werd door het publiek, kreeg De generatieshow ook negatieve kritieken. Volgens enkele krantenrecensenten wordt de quiz als te chaotisch aangezien en zou het televisiescherm dienstdoen als buffer tussen de show en het publiek thuis. Presentator Bart Peeters krijgt wel alle lof: hij "is zichzelf en laat de show net niet ontsporen tot een complete chaos", aldus een recensie in de krant De Standaard.

### Geen tweede seizoen
Op 15 maart 2010 werd het ondernemingsplan van de VRT voorgesteld aan de raad van bestuur. Het besparingsplan, waarmee de openbare omroep ruim zestien miljoen euro extra moet bezuinigen, werd in februari reeds goedgekeurd. Tegen 2011 moet er een totale besparing van 65 miljoen euro gerealiseerd zijn. In 2010 moet er bijna drieënhalf miljoen worden bespaard op entertainment. Vanwege de financiële situatie van de omroep werd besloten om de hele vrijdagavondtraditie met muzikale entertainmentprogramma's volledig op te geven. Hierdoor verdwijnen ook Peter Live en De generatieshow van het scherm; Zo is er maar één en Steracteur Sterartiest werden eerder al afgevoerd.

## Merchandise
Naar aanleiding van het programma werd het De Generatieshow Quizboek samengesteld met vragen over de vijf generaties. Het boek werd uitgebracht op 28 februari 2010 door Uitgeverij Borgerhoff & Lamberigts.
- De Generatieshow Quizboek, diverse auteurs. ISBN 9789089311115

Na afloop van de tien afleveringen werd een cd-box uitgebracht met vijf discs met elk circa twintig nummers.

## Internationale versies
Volksrepubliek China: 年代秀 (SZTV hoofdkanaal van Shenzhen Media Group)
Vietnam: Ký ức vui vẻ (VTV3)